# Населення Островів Кука
Населення Островів Кука. Чисельність населення країни 2015 року становила 9,8 тис. осіб (224-те місце у світі). За оцінками міністерства економіки країни населення дорівнює 12 тис. осіб Чисельність остров'ян стабільно зменшується, народжуваність 2015 року становила 14,33 ‰ (137-ме місце у світі), смертність — 8,03 ‰ (97-ме місце у світі), природний приріст — −2,95 % (233-тє місце у світі) . 

## Природний рух

### Відтворення
Народжуваність у Островах Кука, станом на 2015 рік, дорівнює 14,33 ‰ (137-ме місце у світі). Коефіцієнт потенційної народжуваності 2015 року становив 2,23 дитини на одну жінку (98-ме місце у світі).
Смертність у Островах Кука 2015 року становила 8,03 ‰ (97-ме місце у світі).
Природний приріст населення в країні 2015 року був негативним і становив −2,95 % (депопуляція) (233-тє місце у світі).

### Вікова структура

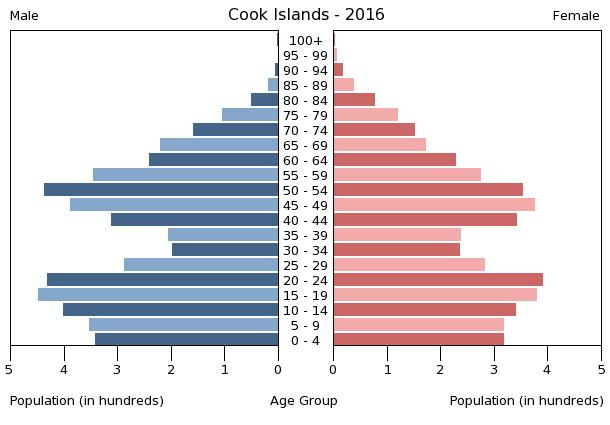
Віково-статева піраміда населення Островів Кука, 2016 рік

Середній вік населення Островів Кука становить 35,9 року (74-те місце у світі): для чоловіків — 35,3, для жінок — 36,4 року. Очікувана середня тривалість життя 2015 року становила 75,6 року (96-те місце у світі), для чоловіків — 72,78 року, для жінок — 78,56 року.
Вікова структура населення Островів Кука, станом на 2015 рік, мала такий вигляд: 
- діти віком до 14 років — 22,15% (1154 чоловіки, 1025 жінок);
- молодь віком 15—24 роки — 17,64% (929 чоловіків, 806 жінок);
- дорослі віком 25—54 роки — 38,05% (1876 чоловіків, 1867 жінок);
- особи передпохилого віку (55—64 роки) — 10,81% (569 чоловіків, 494 жінки);
- особи похилого віку (65 років і старіші) — 11,36% (551 чоловік, 567 жінок)[1].

## Розселення
Густота населення країни 2015 року становила 86,8 особи/км² (150-те місце у світі).

### Урбанізація
Острови Кука високоурбанізована країна. Рівень урбанізованості становить 74,5 % населення країни (станом на 2015 рік), темпи зростання частки міського населення — 0,88 % (оцінка тренду за 2010—2015 роки).

## Расово-етнічний склад
| Етнічний склад (2012 рік) | Етнічний склад (2012 рік) | Етнічний склад (2012 рік) | Етнічний склад (2012 рік) | Етнічний склад (2012 рік) |
| ------------------------- | ------------------------- | ------------------------- | ------------------------- | ------------------------- |
| Етнос:                    |                           |                           | Відсоток:                 |                           |
| маорі                     | маорі                     |                           | 88.1%                     | 88.1%                     |
| інші                      | інші                      |                           | 11.9%                     | 11.9%                     |

Головні етноси країни: маорі — 88,1 %, інші — 11,9 % населення (оціночні дані за 2011 рік).

## Мови
| Мови Островів Кука (2016 рік) | Мови Островів Кука (2016 рік) | Мови Островів Кука (2016 рік) | Мови Островів Кука (2016 рік) | Мови Островів Кука (2016 рік) |
| ----------------------------- | ----------------------------- | ----------------------------- | ----------------------------- | ----------------------------- |
| Мова:                         |                               |                               | Відсоток:                     |                               |
| англійська                    | англійська                    |                               | 86.4%                         | 86.4%                         |
| роратонганська                | роратонганська                |                               | 76.2%                         | 76.2%                         |
| інші                          | інші                          |                               | 8.3%                          | 8.3%                          |

Офіційна мова: англійська — розмовляє 86,4 % населення островів, роратонганська — 76,2 %, інші мови — 8,3 % (дані на 2011 рік).

## Релігії
| Релігії на Островах Кука (2011 рік) | Релігії на Островах Кука (2011 рік) | Релігії на Островах Кука (2011 рік) | Релігії на Островах Кука (2011 рік) | Релігії на Островах Кука (2011 рік) |
| ----------------------------------- | ----------------------------------- | ----------------------------------- | ----------------------------------- | ----------------------------------- |
| Віросповідання:                     |                                     |                                     | Відсоток:                           |                                     |
| протестанти                         | протестанти                         |                                     | 62.8%                               | 62.8%                               |
| католики                            | католики                            |                                     | 17%                                 | 17%                                 |
| мормони                             | мормони                             |                                     | 4.4%                                | 4.4%                                |
| інші                                | інші                                |                                     | 8%                                  | 8%                                  |
| атеїсти                             | атеїсти                             |                                     | 5.6%                                | 5.6%                                |

Основні релігії й вірування, які сповідує, і конфесії та церковні організації, до яких відносить себе населення країни: протестантизм — 62,8 % (Християнська церква островів Кука — 49,1 %, Церква адвентистів сьомого дня — 7,9 %, Асамблеї Бога — 3,7 %, Апостольська церква — 2,1 %), римо-католицтво — 17 %, мормони — 4,4 %, інші — 8 %, не сповідують жодної — 5,6 % (станом на 2011 рік).

## Освіта
Рівень письменності 2015 року становив 99 % дорослого населення (віком від 15 років): 99 % — серед чоловіків, 99 % — серед жінок.
Державні витрати на освіту становлять 3,9 % ВВП країни, станом на 2014 рік (137-ме місце у світі). Середня тривалість освіти становить 15 років, для хлопців — до 14 років, для дівчат — до 17 років (станом на 2014 рік).

## Охорона здоров'я
Забезпеченість лікарями в країні на рівні 1,33 лікаря на 1000 мешканців (станом на 2009 рік). Загальні витрати на охорону здоров'я 2014 року становили 3,4 % ВВП країни (175-те місце у світі).
Смертність немовлят до 1 року, станом на 2015 рік, становила 13,87 ‰ (109-те місце у світі); хлопчиків — 16,86 ‰, дівчаток — 10,73 ‰.

### Захворювання
Кількість хворих на СНІД невідома, дані про відсоток інфікованого населення в репродуктивному віці 15—49 років відсутні. Дані про кількість смертей від цієї хвороби за 2014 рік відсутні.
Частка дорослого населення з високим індексом маси тіла 2014 року становила 50 % (3-тє місце у світі).

### Санітарія
Доступ до облаштованих джерел питної води 2015 року мало 99,9 % населення в містах і 99,9 % в сільській місцевості; загалом 99,9 % населення країни. Відсоток забезпеченості населення доступом до облаштованого водовідведення (каналізація, септик): в містах — 97,6 %, в сільській місцевості — 97,6 %, загалом по країні — 97,6 % (станом на 2015 рік).

## Соціально-економічне становище
Дані про відсоток населення країни, що перебуває за межею бідності, відсутні. Дані про розподіл доходів домогосподарств у країні відсутні. 
Рівень проникнення інтернет-технологій високий. Станом на липень 2015 року в країні налічувалось 6 тис. унікальних інтернет-користувачів (216-те місце у світі), що становило 61 % загальної кількості населення країни.

### Трудові ресурси
Загальні трудові ресурси 2001 року становили 6,82 тис. осіб (219-те місце у світі). Зайнятість економічно активного населення у господарстві країни розподіляється таким чином: аграрне, лісове і рибне господарства — 29 %; промисловість і будівництво — 15 %; сфера послуг — 56 % (1995). Безробіття 2005 року дорівнювало 13,1 % працездатного населення (144-те місце у світі).

## Гендерний стан
Статеве співвідношення (оцінка 2015 року):
- при народженні — 1,04 особи чоловічої статі на 1 особу жіночої;
- у віці до 14 років — 1,13 особи чоловічої статі на 1 особу жіночої;
- у віці 15—24 років — 1,15 особи чоловічої статі на 1 особу жіночої;
- у віці 25—54 років — 1,01 особи чоловічої статі на 1 особу жіночої;
- у віці 55—64 років — 1,15 особи чоловічої статі на 1 особу жіночої;
- у віці за 64 роки — 0,97 особи чоловічої статі на 1 особу жіночої;
- загалом — 1,07 особи чоловічої статі на 1 особу жіночої[1].

## Демографічні дослідження
Демографічні дослідження в країні ведуться рядом державних і наукових установ Нової Зеландії.

### Українською
- Атлас. 10—11 клас. Економічна і соціальна географія світу / упорядники :  О. Я. Скуратович, Н. І. Чанцева. — К. : ДНВП «Картографія», 2010. — ISBN 978-966-475-639-3.
- Атлас світу / голов. ред. І. С. Руденко ; зав. ред. В. В. Радченко ; відп. ред. О. В. Вакуленко. — К. : ДНВП «Картографія», 2005. — 336 с. — ISBN 9666315467.
- Безуглий В. В. Економічна і соціальна географія зарубіжних країн : Навчальний посібник. — К. : ВЦ «Академія», 2007. — 704 с. — ISBN 978-966-580-239-6.
- Безуглий В. В., Козинець С. В. Регіональна економічна і соціальна географія світу : Навчальний посібник. — видання 2-ге, доп., перероб. — К. : ВЦ «Академія», 2007. — 688 с. — ISBN 966-580-144-9.
- Головченко В. І., Кравчук О. Країнознавство: Азія, Африка, Латинська Америка, Австралія і Океанія. — К., 2006. — 335 с. — ISBN 966-8939-04-2.
- Гудзеляк І. І. Географія населення: Навчальний посібник / І. Гудзеляк. — Л. : Видавничий центр ЛНУ імені Івана Франка, 2008. — 232 с. — ISBN 978-966-613-599-8.
- Дахно І. І. Країни світу: Енциклопедичний довідник / І. І. Дахно, С. М. Тимофієв. — К. : Мапа, 2011. — 606 с. — (Бібліотека нового українця) — ISBN 978-966-8804-23-6.
- Дахно І. І. Економічна географія зарубіжних країн : навчальний посібник. — К. : Центр учбової літератури, 2014. — 319 с. — ISBN 978-611-01-0682-5.
- Джаман В. О. Регіональні системи розселення: демографічні аспекти. — Чернівці : Рута, 2003. — 392 с. — ISBN 9665685988.
- Дорошенко Л. С. Демографія: Навчальний посібник. — К. : МАУП, 2005. — 112 с. — ISBN 966-608-442-2.
- Дубович І. А. Країнознавчий словник-довідник. — 5-те вид., перероб. і доп. — К. : Знання, 2008. — 839 с. — ISBN 978-966-346-330-8.
- Економічна і соціальна географія країн світу. Навчальний посібник / За ред. Кузика С. П. — Л. : Світ, 2002. — 672 с. — ISBN 966-603-178-7.
- Загальна медична географія світу / В. О. Шевченко [та ін.] — К. : [б.в.], 1998. — 178 с.
- Книш М. М., Мамчур О. І. Регіональна економічна і соціальна географія світу (Латинська Америка та Карибські країни, Африка, Азія, Океанія) : навч. посіб. — Л. : ЛНУ ім. Івана Франка, 2013. — 368 с. — ISBN 978-617-10-0007-0.
- Крисаченко В. С. Динаміка населення: Популяційні, етнічні та глобальні виміри. — К. : Видавництво Національного інституту стратегічних досліджень, 2005. — 368 с. — ISBN 966-554-083-1.
- Любіцева О. О., Мезенцев К. В., Павлов С. В. Географія релігій. — К. : АртЕК, 1999. — 504 с. — ISBN 966-505-006-0.
- Масляк П. О. Країнознавство. — К. : Знання, 2007. — 292 с. — (Вища освіта XXI століття)
- Масляк П. О., Дахно І. І. Економічна і соціальна географія світу / П. О. Масляк, І. І. Дахно ; за ред. П. О. Масляка. — К. : Вежа, 2003. — 280 с. — ISBN 966-7091-53-8.

### Російською
- (рос.) Новая Зеландия // Демографический энциклопедический словарь / главн. ред. Валентей Д. И. — М. : Советская энциклопедия, 1985. — 608 с.
- (рос.) Острова Кука // Страны и народы. Австралия и Океания. Антарктида / Редкол. П. И. Пучков (отв. ред.) и др. — М. : «Мысль». — 301 с. — (Страны и народы) — 180 тис. прим.
- (рос.) Атлас народов мира / Отв. ред. С. И. Брук и В. С. Апенченко. — М. : ГУГК ГГК СССР и Институт этнографии им. Н. Н. Миклухо-Маклая АН СССР, 1964. — 185 с. — 20 тис. прим.
- (рос.) Численность и расселение народов мира. Этнографические очерки / под ред. С. И. Брука. — М. : Издательство АН СССР, 1962. — 487 с.
- (рос.) Лаппо Г. М. География городов: Учебное пособие для географических факультетов вузов. — М. : Туманит, изд. центр ВЛАДОС, 1997. — 476 с. — ISBN 5-691-00047-0.
- (рос.) Ягельский А. География населения. — М. : Прогресс, 1980. — 383 с.